# Bitwa pod Kremaste
Bitwa pod Kremaste (388 p.n.e.) – ostatnie większe starcie zbrojne wojny korynckiej (395-387 p.n.e.). Miała miejsce w pobliżu Abydos w Azji Mniejszej i zakończyła się zwycięstwem 1200 Ateńczyków pod wodzą Ifikratesa nad wojskami Spartan (250 zabitych) pod wodzą Anaksibiosa, który poniósł śmierć. Bitwa doprowadziła do czasowego odzyskania przez Ateńczyków kontroli nad Hellespontem.
Według Ksenofonta, wojska spartańskie wpadły w zasadzkę zastawioną przez Ateńczyków na równinie koło Kremasty. Dowódca spartański Anaksibios rozkazał swoim żołnierzom ratować się ucieczką. Sam jednak wziął tarczę od swojego giermka i poległ w walce. Wraz z nim zginął także jego ukochany  oraz 12 dowódców spartańskich. W trakcie ucieczki poległo 200 Spartan i sprzymierzonych z nimi 50 ciężkozbrojnych żołnierzy z Abydos.